# Tarsius tumpara
Tarsius tumpara (Довгоп'ят сіавський) — вид ссавців з родини Довгоп'ятові (Tarsiidae).

## Опис
Хутро сіро-коричневе на спині, живіт сірий. Хвіст довший тіла, є невеликий пучок волосся на кінці. Сірого кольору голова характеризується великими очима. Вуха також великі.

## Поширення
Зустрічається тільки на острові Сіау (Індонезія), хоча можна припустити, також присутній на деяких дуже маленьких островах, що лежать у безпосередній близькості до Сіау. Населяє ліс.

## Звички
Його дієта в основному складається з великих членистоногих і деяких дрібних хребетних. Як і всі довгоп'яти, ведуть нічний і деревний спосіб життя. Живуть невеликими сімейними групами.

## Загрози та охорона
Головна загроза для цього таксона є те, що діапазон обмежений одним невеликим, вулканічним островом. Немає заповідника на острові Сіау, але також практично немає індустрії туризму.